# Halíctids
Els halíctids (Halictidae) són una família d'himenòpters apòcrits de la superfamília Apoidea que inclou 4.327 espècies. És un gran família cosmopolita en la qual la majoria de les espècies són solitàries, unes poques són semisocials i algunes fins i tot eusocials.

## Característiques
Algunes són de colors verds metàl·lics brillants unes altres són de color fosc. Mesuren entre 4 i 10 mil·límetres de llarg. Les femelles tenen òrgans col·lectors de pol·len en les potes posteriors, anomenats escopes, abundants pèls llargs que serveixen per retenir el pol·len.

## Història natural
Les larves s'alimenten exclusivament de pol·len i nèctar; per això les abelles halíctides són importants pol·linitzadors. La majoria col·lecciona pol·len de diverses espècies de flors.

## Taxonomia

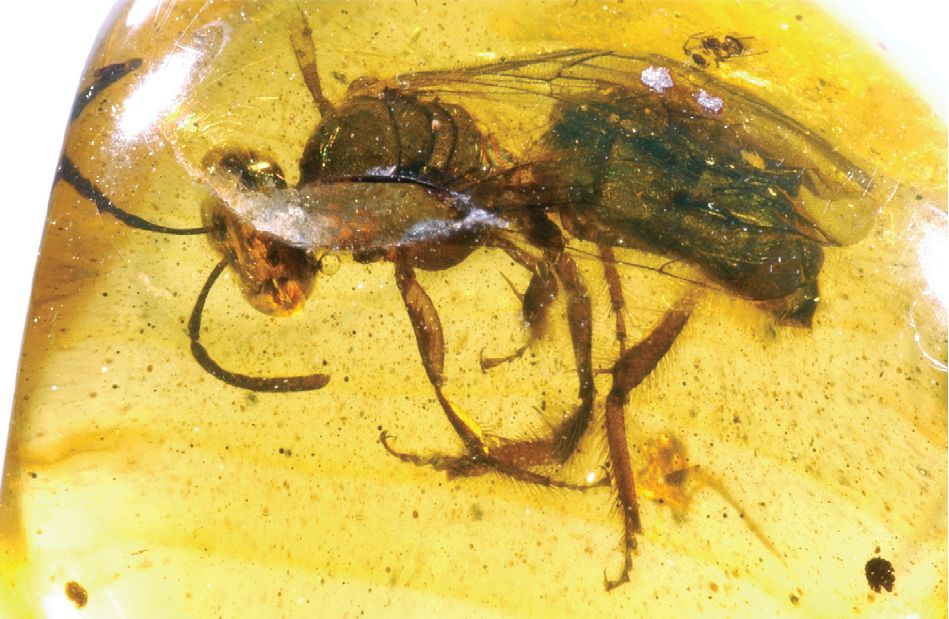
Femella Oligochlora semirugosa en ambre dominicà

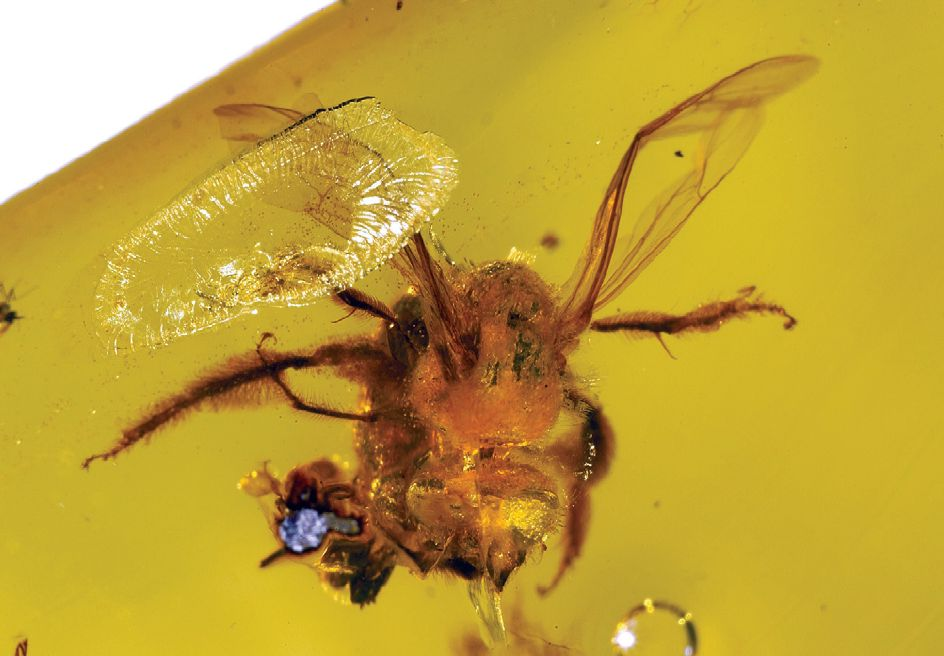
Femella Nesagapostemon moronei en ambre dominicà

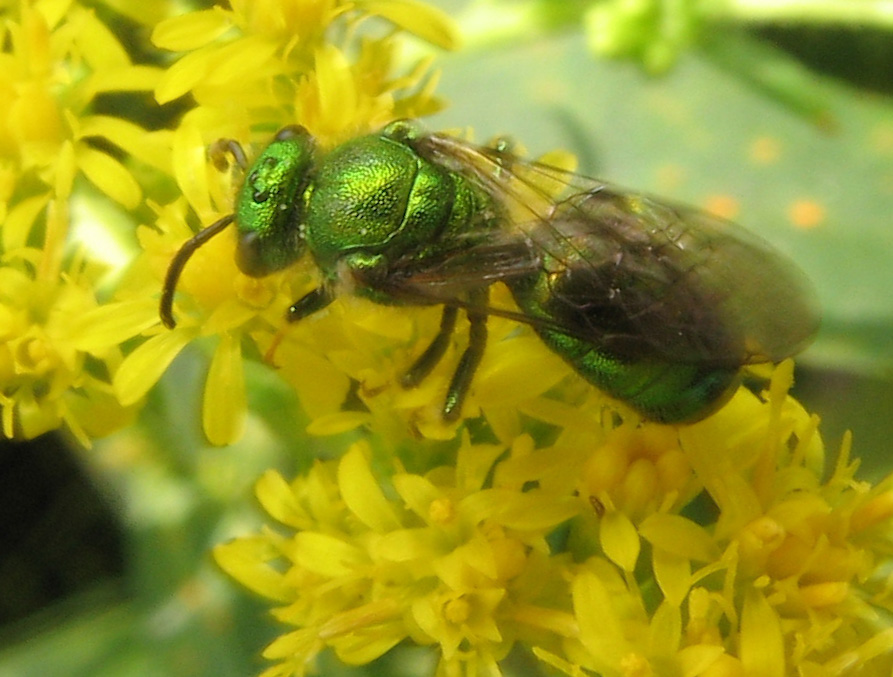
Femella Augochloropsis metallica

Subfamília Rophitinae
- Ceblurgus
- Conanthalictus
- Dufourea
- Goeletapis
- Micralictoides
- Morawitzella
- Morawitzia
- Penapis
- Protodufourea
- Rophites
- Sphecodosoma
- Systropha
- Xeralictus

Subfamília Nomiinae
- Dieunomia
- Halictonomia
- Lipotriches
- Mellitidia
- Nomia
- Pseudapis
- Ptilonomia
- Reepenia
- Spatunomia
- Sphegocephala
- Steganomus

Subfamília Nomioidinae
- Cellariella
- Ceylalictus
- Nomioides

Subfamília Halictinae
- Tribu Halictini
  - Agapostemon
  - Caenohalictus
  - Dinagapostemon
  - Echthralictus
  - Eupetersia
  - Glossodialictus
  - Habralictus
  - Halictus
  - Homalictus
  - Lasioglossum
  - Mexalictus
  - Microsphecodes
  - Nesosphecodes
  - Paragapostemon
  - Parathrincostoma
  - Patellapis
  - Pseudagapostemon
  - Ptilocleptis
  - Rhinetula
  - Ruizantheda
  - Sphecodes
  - Thrincohalictus
  - Thrinchostoma
  - Urohalictus

- Tribu Augochlorini
  - Andinaugochlora
  - Ariphanarthra
  - Augochlora
  - Augochlorella
  - Augochlorodes
  - Augochloropsis
  - Caenaugochlora
  - Chlerogas
  - Chlerogella
  - Chlerogelloides
  - Corynura
  - Halictillus
  - Ischnomelissa
    - Ischnomelissa rasmusseni

  - Megalopta
  - Megaloptidia
  - Megaloptilla
  - Megommation
  - Micrommation
  - Neocorynura
  - Paroxystoglossa
  - Pseudaugochlora
  - Rhectomia
  - Rhinocorynura
  - Temnosoma
  - Thectochlora
  - Xenochlora